# Académie de la langue hébraïque
L'Académie de la langue hébraïque (en hébreu : האקדמיה ללשון העברית, ha-akademya la-lashon ha-ivrit) est une institution de l'État d'Israël, siégeant à Jérusalem, et œuvrant pour la recherche, la conservation et le développement de l'hébreu. C'est elle qui a le pouvoir de définir la norme de l'hébreu moderne.

## Histoire
L'Académie est créée par une loi de la Knesset en 1953. Elle prend la succession du Comité pour la langue hébraïque créé par Éliézer Ben-Yehoudah en 1889 à Jérusalem. Dès son origine, elle lance le projet du Dictionnaire historique de la langue hébraïque ayant pour but de restituer l'histoire de l'hébreu, des temps bibliques à nos jours.
L'Académie est composée de vingt-trois personnes, aussi bien des universitaires, que des écrivains ou des traducteurs. Elle est abritée par l'université hébraïque de Jérusalem.

## Activités
Son activité principale, en plus de la rédaction du Dictionnaire historique, consiste à inventer des néologismes pour développer l'usage de l'hébreu dans tous les domaines de la vie économique et sociale. Elle est aussi chargée d'élaborer la grammaire normative de l'hébreu moderne. Pour permettre à tous les citoyens de l'État de connaître l'hébreu correct, elle envoie dans les médias audiovisuels publics (télévisions publiques, radio Kol Israel) des conseillers chargés de corriger les erreurs des journalistes, et de les conseiller dans leur utilisation de la langue. Elle dispose d'un service de réponse par téléphone sur les questions de langue que les citoyens peuvent se poser.
Ses recommandations sont publiées régulièrement dans Reshumot, le journal officiel de l'État d'Israël. De plus, l'Académie a publié des dictionnaires spécialisés dans divers domaines (dentaire, finance, etc.). Tous les deux mois, elle publie une affichette intitulée Lamed ète lechonekha (Enseigne ta langue) qui corrige les erreurs les plus fréquentes et signale de nouveaux néologismes. Ces affichettes sont ensuite reprises en volume.
Les conseillers linguistiques disposent aussi d'une émission d'une minute à la radio publique pour éclaircir un point de langue, et une émission hebdomadaire d'une demi-heure a lieu sur la télévision publique pour populariser et corriger la langue hébraïque. Ces deux émissions ont toujours un grand succès en Israël.